# Campeonato de Clubes da CFU de 2013
O Campeonato de Clubes da CFU de 2013 foi a 15ª edição do Campeonato de Clubes da CFU, que é a competição anual realizada entre os clubes cujas associações de futebol são afiliadas à União Caribenha de Futebol. Os três melhores times do torneio se classificaram para a Liga dos Campeões da CONCACAF de 2013–14.

## Equipes participantes
| Associação        | time              | Método de qualificação                                    |
| ----------------- | ----------------- | --------------------------------------------------------- |
| Antígua e Barbuda | Antigua Barracuda | time da USL Pro (única equipe profissional do país)       |
| Haiti             | Valencia          | Campeão – Campeonato Haitiano de Futebol de 2012          |
| Jamaica           | Portmore United   | Campeão – Campeonato Jamaicano de Futebol de 2011–12      |
| Jamaica           | Boys' Town        | Vice-campeão – Campeonato Jamaicano de Futebol de 2011–12 |
| Porto Rico        | Bayamon FC        | Campeão – Campeonato Porto-riquenho de Futebol de 2012    |
| Trinidad e Tobago | W Connection      | Campeão – TT Pro League de 2011–12                        |
| Trinidad e Tobago | Caledonia AIAAC   | Terceiro lugar – TT Pro League de 2011–12                 |

- AC – Atual campeão.
- Baltimore do Haiti entraria na competição no Grupo 1, mas desistiu da competição.
- Inter Moengotapoe do Suriname entraria na competição no Grupo 2, mas desistiu da competição. Portmore United da Jamaica entrou em seu lugar.
- Outras associações da CFU não entraram na competição.

## Primeira fase
Os sete times foram dividos em um grupo com três times e um grupo com quatro times. Cada grupo é disputado no formato todos contra todos em uma sede fixa. Os vencedores de cada grupo avançam diretamente para a Liga dos Campeões da CONCACAF de 2013–14, enquanto os segundo lugares avançam para fase de play-off para determinar o terceiro qualificado para a Liga dos Campeões da CONCACAF de 2013–14.
| Legenda para as cores nas tabelas                                             |
| ----------------------------------------------------------------------------- |
| Vencedores dos grupos avançam para a Liga dos Campeões da CONCACAF de 2013–14 |
| Segundo lugares avançam a fase de play-off                                    |

### Grupo 1
- Sediado pelo W Connection no Estádio Ato Boldon em Couva, Trinidad e Tobago.

| Time              | Pts | J | V | E | D | GP | GC | SG |
| ----------------- | --- | - | - | - | - | -- | -- | -- |
| W Connection      | 4   | 2 | 1 | 1 | 0 | 4  | 0  | +4 |
| Caledonia AIA     | 3   | 2 | 1 | 0 | 1 | 3  | 5  | –2 |
| Antigua Barracuda | 1   | 2 | 0 | 1 | 1 | 1  | 3  | −2 |

| 26 de abril   | W Connection                              | 4 – 0     | Caledonia AIA | Estádio Ato Boldon, Couva              |
| 18:00 (UTC−4) | Jones 6', 81' · Pacheco 27' · Rijssel 89' | Relatório |               | Público: 70 Árbitro: JAM Raymond Bogle |

| 28 de abril   | Caledonia AIA                        | 3 – 1     | Antigua Barracuda | Estádio Ato Boldon, Couva             |
| 17:00 (UTC−4) | Gay 21' · Theobald 34' · Edwards 90' | Relatório | Manders 88'       | Público: 40 Árbitro: SKN Kimbett Ward |

| 30 de abril   | W Connection | 0 – 0     | Antigua Barracuda | Estádio Ato Boldon, Couva                 |
| 18:00 (UTC−4) |              | Relatório |                   | Público: 86 Árbitro: SUR Johannes Dolaini |

### Grupo 2
Sediado pelo Boys' Town no Anthony Spaulding Sports Complex em Kingston, Jamaica.
| Time            | Pts | J | V | E | D | GP | GC | SG |
| --------------- | --- | - | - | - | - | -- | -- | -- |
| Valencia        | 7   | 3 | 2 | 1 | 0 | 7  | 4  | +3 |
| Portmore United | 6   | 3 | 2 | 0 | 1 | 9  | 4  | +5 |
| Boys' Town      | 4   | 3 | 1 | 1 | 1 | 2  | 1  | +1 |
| Bayamon FC      | 0   | 3 | 0 | 0 | 3 | 1  | 10 | −9 |

| 26 de abril   | Bayamón   | 1 – 3     | Valencia                          | Anthony Spaulding Sports Complex, Kingston |
| 18:00 (UTC−5) | Martin 9' | Relatório | Walson 22' · Pompée 29' · Amy 85' | Público: 200 Árbitro: JAM Valdin Legister  |

| 26 de abril   | Portmore United | 1 – 0     | Boys' Town | Anthony Spaulding Sports Complex, Kingston    |
| 20:00 (UTC−5) | Morris 83'      | Relatório |            | Público: 1 500 Árbitro: GUY Stanley Lancaster |

| 28 de abril   | Portmore United                       | 3 – 4     | Valencia                              | Anthony Spaulding Sports Complex, Kingston |
| 18:00 (UTC−5) | McCalla 69' · Reid 81' · Morris 90+4' | Relatório | Walson 6', 34' · Jean 24' · Roody 83' | Público: 1 700 Árbitro: TRI Rodphin Harris |

| 28 de abril   | Boys' Town             | 2 – 0     | Bayamon FC | Anthony Spaulding Sports Complex, Kingston |
| 20:00 (UTC−5) | Stewart 33', 55' (pen) | Relatório |            | Público: 500 Árbitro: ATG Bryan Willett    |

| 30 de abril   | Portmore United                                        | 5 – 0     | Bayamon FC | Anthony Spaulding Sports Complex, Kingston  |
| 18:00 (UTC−5) | McCalla 45' · Morris 50' · Wilson 81', 90' · Pryce 84' | Relatório |            | Público: 400 Árbitro: GUY Stanley Lancaster |

| 30 de abril   | Boys' Town | 0 – 0     | Valencia | Anthony Spaulding Sports Complex, Kingston |
| 20:00 (UTC−5) |            | Relatório |          | Público: 400 Árbitro: ATG Bryan Willett    |

## Fase de play-off
| 20 de maio    | Portmore United | 0 – 1     | Caledonia AIA | Estádio Hasely Crawford, Port of Spain |
| 18:00 (UTC−4) |                 | Relatório | Gay 27'       | Público: 187 Árbitro: LCA Leon Clarke  |

| 22 de maio    | Caledonia AIA           | 2 – 2     | Portmore United           | Estádio Ato Boldon, Couva             |
| 18:00 (UTC−4) | Lewis 13' · Edwards 68' | Relatório | Williams 61' · Vanzie 74' | Público: 150 Árbitro: CUB Marcos Brea |

Caledonia AIA venceu por 3–2 no agregado e avançou a Liga dos Campeões da CONCACAF de 2013–14.